# Magierowa Wola
Magierowa Wola – wieś sołecka w Polsce położona w województwie mazowieckim, w powiecie grójeckim, w gminie Warka.
Wieś sadownicza leżąca na północ od Warki i na południe od Warszawy. Jest położona przy szlaku komunikacyjnym Warka – Warszawa (droga wojewódzka nr 731). Obecna droga z Potyczy do Warki została wytyczona przez Niemców w czasie I wojny światowej. 
Do końca XIX w. w Magierowej Woli krzyżowały się dwie drogi: jedna z G. Kalwarii przez Konary do Warki, a druga z Ostrołęki przez Żelazną do Chynowa. 

## Historia
Przywilej z roku 1240, wydany przez księcia Konrada I mazowieckiego potwierdził, że do uposażenia stołu arcybiskupiego należało kilka wsi leżących u ujścia Pilicy do Wisły, m.in. Przylot, Pólko, Ostrówek, Podgórzyce, Wola Magierowa i 2 łany w Rędzinach (osadzie dziś nieistniejącej), razem 7 wsi, które były własnością biskupów gnieźnieńskich – ich dobra stołowe. 
Książę Siemowit III w 1359 roku wydał przywilej, potwierdzający cały majątek stołu arcybiskupiego w Łowickiem. Na majątek składały się mniejsze i większe posiadłości min. miejscowości leżące u ujścia Pilicy do Wisły wśród nich Magierowa Wola - podległa administracyjnie pod Łowicz.
Magierowa Wola była ponownie lokowana w roku 1425 – wsie ze słowem „wola” lokowano na prawie niemieckim. Wolnizna wynosiła ok. 8 do 20 lat. Osiedlani tam ludzie zwalniani byli od wszelkich podatków do czasu właściwego zagospodarowania się. Możliwe, że ponowna lokacja jest związana z przekazaniem wsi kanonikom warszawskim z katedry św. Jana. Nie jest znana data kiedy Magierowa Wola przestała być własnością biskupów gnieźnieńskich, niewykluczona zamiana za inną wieś, lub też została odkupiona przez Księcia Janusza I Starszego, gdy starał się podnieść do rangi diecezji archidiakonat przeniesiony z Czerska do Warszawy. Ufundował wtedy 12 uposażeń kanonickich, czyli prebend by móc uzyskać od papieża prawo przedstawiania kandydatów na kanonie. 
W roku 1429 Stanisław Ciołek, biskup poznański, erygował w Ostrołęce k. Warki kościół parafialny. W obszar nowej parafii weszła m.in. Wola Magierowa. W roku 1512 wieś była własnością kanoników warszawskich. Leżała powiecie wareckim w ziemi czerskiej. 
W 1576 roku do parafii w Konarach należała Wola Gasczynska (?), której właścicielem był Adam Mniszewski z Mniszewa, odziedziczył ją po swojej matce. Ziemie tej wsi są teraz częścią Magierowej Woli.
W czasie wizytacji biskupiej w 1603 Magierowa Wola należąca do parafii Ostrołęka winna oddawać dziesięcinę na utrzymanie szkoły w Ostrołęce. Według istniejących zapisów jej właściciel (części wsi) (i dzierżawca) Adam Mniszewski nie wywiązywał się z tego obowiązku. 
7 kwietnia 1656 r. Stefan Czarniecki uderzył na Szwedów w tzw. bitwie pod Warką. Wojska przeprawiły się przez Pilicę. Na północ od Warki była bezleśna równina, doskonały teren dla polskiej husarii. Bitwa rozegrała się na terenie położonym na północ od wsi Piaseczno. Regiment szwedzki usiłował wycofać się do wielkiego boru za Magierową Wolą, ale drogę zastąpił mu idący od Chynowa oddział husarii Zamoyskiego i go rozgromił. 
Do roku 1758 dzierżawcą Magierowej Woli był biskup krakowski Andrzej Stanisław Załuski, który w swoim testamencie zapisał 40 000 zł, na dobrach Magierowa Wola i Gąski, dla Biblioteki Załuskich (w tym czasie najzasobniejsza w Europie).
1795 – III rozbiór Polski – ziemia czerska podzielona została między Prusy i Austrię, (granica na Pilicy i Wiśle). Granica zaboru pruskiego oparta była na lewobrzeżnej Pilicy i Wiśle. Magierowa Wola znalazła się w zaborze pruskim, później była w granicach Księstwa Warszawskiego a po roku 1815 Królestwa Polskiego. 
W czasie spisu w roku 1827 w Magierowej Woli było 25 domów i 186 mieszkańców. Wieś i folwark w Magierowej Woli należał do dóbr królewskich (tj. własność cara). W roku 1828 Car Mikołaj I przekazał część dóbr królewskich Skarbowi Królestwa Polskiego, m.in. folwark i wieś Magierową Wolę. 
W roku 1867 folwark Magierowa Wola miał 638 mórg – wieś zajmowała 553 morgi i było w niej 24 osady włościańskie. Należała do Gminy Konary. W roku 1905 właścicielem folwarku był Mojżesz Golbert, a wieś obsługiwała poczta w Warce.
W 1944 r. wojska sowieckie wkroczyły w granice dawnej Polski, w lipcu osiągnęły Lublin i doszły do Wisły. W sierpniu Niemcy nakazali ewakuację m.in. Magierowej Woli.
Ofensywa zimowa rozpoczęła się 14 stycznia 1945. Armii Czerwonej nie udało się całkowicie przełamać linii obrony niemieckiej. Niemcy stawiali silny opór, szczególnie w rejonie Magierowej Woli, Gąsek i Warki. Magierowa Wola dwukrotnie przechodziła z rąk do rąk. Pod koniec drugiego dnia ją wyzwolono. 
W latach 1975–1998 miejscowość administracyjnie należała do województwa radomskiego.